# Allgermanische Heidnische Front

Algiz-Rune auf Flagge der Allgermanischen Heidnischen Front

Die Allgermanische Heidnische Front (AHF) war eine völkisch-neuheidnische Organisation. Sie verfügte über Tochterorganisationen, genannt Unterdivisionen, in mehreren Ländern Nordeuropas sowie über Schwesterorganisationen in Russland, dem Baltikum und Nordamerika. Die AHF selbst bezeichnete sich nicht als Organisation, sondern als „soziale Bewegung“.
In Deutschland war sie unter der Bezeichnung „Deutsche Heidnische Front“ (DHF) aktiv, welche unter anderem von Hendrik Möbus gegründet wurde und Stützpunkte in Rheinland-Pfalz, Nordrhein-Westfalen, Bayern, Hessen, Sachsen und Thüringen hatte. Die DHF wurde im Verfassungsschutzbericht des Landes Thüringen erwähnt, ihre Ideologie ist Gegenstand einer Studie der Universität Leipzig.

## Geschichte
Der Norweger Varg Vikernes gründete die „Norsk Udemokratisk Hedensk Front“ (no. „norwegische undemokratische heidnische Front“) nach seiner Inhaftierung wegen des Mordes an der Black-Metal-Leitfigur Øystein „Euronymous“ Aarseth und mehrfacher Brandstiftung. Allerdings legte die Organisation die Selbstbezeichnung als undemokratisch ab und bezeichnete sich nun als Norsk Hedensk Front („Norwegisch-Heidnische Front“), da laut Vikernes nicht sie, sondern ihre Gegner undemokratisch und sie selbst die wahren Demokraten seien. Vikernes baute die AHF aus dem Gefängnis heraus auf. Zudem spielte er lange Zeit eine Art Vordenkerrolle, er galt bis zur Auflösung als Kultfigur der AHF und seine Schriften wurden vom AHF-Versand zum Kauf angeboten. Von Norwegen aus breitete sich die Organisation in andere Länder aus. Nach Eigenangaben löste sich die AHF 2006 auf.

## Tätigkeit
Großen Wert legte die Organisation auf die Feststellung, keine Gruppe von „Germanen-Romantikern“ zu sein, sondern in ihrem Denken und Wirken fest in der Jetztzeit zu stehen. Das aktive Wirken der AHF stützte sich grob auf drei Säulen: Die „Feldarbeit“, also die Erforschung und Katalogisierung vorchristlicher Kultstätten, die „Propaganda“ mit Erstellung von Zeitschriften, Betreuung von Webseiten und Vertrieb weltanschaulicher Bücher und Schriften sowie das „gemeinsame Erlebnis“ wichtiger germanischer Feste, gemeinsame Ausflüge in die Natur und zu interessanten Stätten. Da die nationalen Divisionen bezüglich ihrer Handlungsweise weitestgehend freie Hand haben, sind die Prioritäten hier von Land zu Land verschieden.

## Ideologie und Stellung in der Gesellschaft
Ihre Ideologie, die sie selbst als Odalismus (benannt nach der Odal-Rune) bezeichnete, ist stark von völkischen Ideen geprägt. In ihrer Selbstdarstellung formulierte sie antichristliche und nationalistische Positionen, „Die Allgermanische Heidnische Front hat sich als ein Ziel gesetzt die Antichristianisierung der Bewegung, um alle Aktivisten unter einer Fahne zu vereinen und auf eine Sache einzuschwören.“ und „Wir betrachten das Christentum als ein Schwächeanfall der germanischen Völker, weil die christlichen Grundlagen so geschaffen sind, dass Schwäche glorifiziert und Stärke ignoriert wird.“, offen heißt es „Unser Kampf gilt der Erschaffung eines Großgermaniens.“
Die AHF lehnte zwar militante Praktiken ab, war aber eine der radikalsten und kompromisslosesten, gleichzeitig aber auch eine der aktivsten Gruppen in der neuheidnischen Szene. Anders als viele andere Gruppierungen strebte sie keine Koexistenz mit dem Christentum an, sondern betrachtete es als ihren Gegner, der bekämpft und letztendlich besiegt werden müsse, weil er mit der Natur des europäischen Menschen nicht vereinbar sei. Der Individualismus und Hedonismus der heutigen westlichen Welt wurde strikt abgelehnt. Der Wahlspruch der AHF, „Blood, soil, spirituality“ („Blut, Boden, Spiritualität“), ist ein klares Bekenntnis zur Blut-und-Boden-Ideologie der Nationalsozialisten. Die Ideale der AHF widersprechen dem Gleichheitsprinzip, sie propagierte eine Idee von der „naturgegebenen Verschiedenheit der Menschenarten“ und lehnte eine Vermischung derselben ab.